# Bourg-Bruche
Bourg-Bruche (en alemany Burg) és un municipi francès, situat a la regió del Gran Est, al departament del Baix Rin. L'any 1999 tenia 376 habitants.
Forma part del cantó de Mutzig, del districte de Molsheim i de la Comunitat de comunes de la Vall de la Bruche.

## Demografia
| 1962 | 1968 | 1975 | 1982 | 1990 | 1999 |
| ---- | ---- | ---- | ---- | ---- | ---- |
| 368  | 385  | 328  | 368  | 325  | 376  |

## Administració
| Període | Identitat  | Partit |
| ------- | ---------- | ------ |
| 2001-   | André Hung |        |